# Халаїдове
Халаї́дове — село в Україні, в Монастирищенській міській громаді Уманського району Черкаської області. Розташоване за 10 км на південний захід від міста Монастирище. Населення становить 886 осіб.